# Château de Malmaison

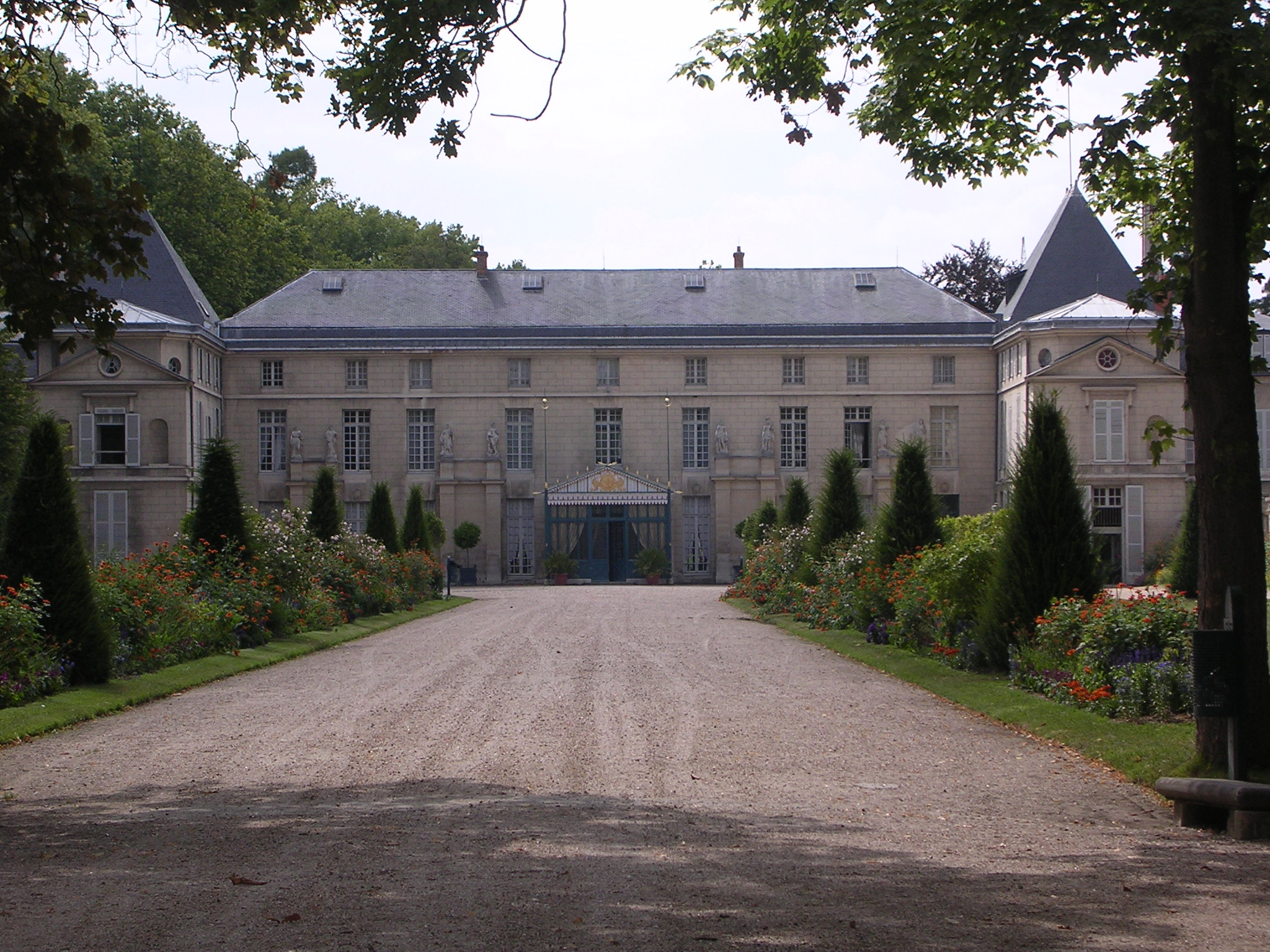
Château de Malmaison.

Château de Malmaison är ett slott i Frankrike, beläget i Rueil-Malmaison omkring 15 km väster om centrala Paris.
En herrgård är känd på platsen sedan 1376, men det nuvarande slottet uppfördes i början av 1600-talet. 
Sedan Napoleon I blivit general ville han ha en egendom där han kunde koppla av och även idka det umgängesliv som hans höga ämbete medförde. Hans gemål Joséphine de Beauharnais försökte finna ett sådant ställe medan Napoleon var på expedition i Egypten. Den 21 april 1799 undertecknades köpekontraktet på Malmaison. 
Château de Malmaison utgjorde ramen kring Napoleons och Joséphines lyckligaste tid. Vid parets skilsmässa 1809 fick hon denna egendom och två andra slott, men hon tillbringade mesta tiden av sina fem återstående år på Malmaison, som hon älskade högt. Hon dog den 29 maj 1814 i sängen som fortfarande ses i hennes sovrum. 
Vid ett besök på Malmaison kan man bl.a. se matsalen, rådssalen och Napoleons arbets- och biblioteksrum. I matsalen finns staden Paris kröningsgåva till Napoleon och Joséphine. Konseljsalen är dekorerad som ett tält, eftersom Napoleon för att känna sig till freds ville få en påminnelse om livet i fält. Flera viktiga beslut har fattats i detta rum, till exempel beslutet om Konkordatet och Hederslegionens tillkomst.
En trappa upp finns Joséphines sovrum, toalettrum och badrum. I en monter finns några räkningar från leverantörer av klänningar, smycken, etc. Vid parets skilsmässa betalade Napoleon för sista gången hennes skulder som uppgick till över en miljon kronor. I sovrummet arrangerade Joséphine till minne av sin man liksom ett tält med öppet tak, varigenom himlen kan skymtas. 
Trädgården är inte stor men mycket vacker. I stallet kan ses den kaross som förde Joséphine till Malmaison då hon i förtvivlan över skilsmässan gav sig av från Paris den 16 december 1809.
Joséphine hade slottet i sina ägor tills hennes död år 1814. Hennes son Eugène de Beauharnais ärvde slottet och ägde det tills hans död och 1828 sålde änkan Augusta av Bayern slottet till svensken Jonas-Philip Hagerman. 1842 köptes slottet av Maria Kristina av Bägge Sicilierna. 1861 köptes Napoleon III slottet och slottet var i Bonapartes ägor igen då Napoleon III är Joséphines barnbarn. I samband med Fransk-tyska kriget skadades slottet och såldes senare till Daniel Iffla som senare donerade slottet till staten 1903. Från 1905 har slottet varit ett museum.